# Another One Bites the Dust
〈Another One Bits the Dust〉는 영국의 록 밴드 퀸의 노래이다. 베이시스트 존 디콘이 작곡한 이 곡은 이 그룹의 여덟 번째 스튜디오 음반 《The Game》 (1980년)에 수록되었다. 이 곡은 10월 4일부터 10월 18일까지 3주 동안 미국 빌보드 핫 100에서 1위를 차지하며 전 세계적으로 히트를 쳤다. 이 곡은 빌보드 톱 10(1980년의 가장 오래 지속된 톱 10 곡)에서 15주를 보냈고, 차트에서 13주를 포함하여 총 31주를 보냈다(1980년의 다른 어떤 곡보다 더 많이). 이 곡은 핫 솔 싱글 차트와 디스코 톱 100 차트에서 2위에 올랐고, 영국 싱글 차트에서는 7위에 올랐다. 이 노래는 7백만 장 이상의 판매고를 올리며 퀸의 가장 많이 팔린 싱글로 인정받고 있다. 이 버전은 《빌보드》의 역대 최고 노래 34위에 올랐다.
이 곡은 아메리칸 뮤직 어워드에서 페이버릿 록 싱글 부문을 수상했으며 그래미 어워드에서 보컬과 함께 듀오 또는 그룹의 최우수 록 퍼포먼스 부문에 후보로 올랐다.  〈Another One Bits the Dust〉는 발매 이후 많은 아티스트들에 의해 커버, 리믹스 및 샘플링되었으며 TV 쇼, 광고, 영화 및 기타 미디어에도 등장했다. 이 노래는 스포츠 경기에도 등장했다.

## 배경
존 디콘의 베이스 라인은 디스코 그룹 시크의 〈Good Times〉에서 영감을 받았다. 《NME》와의 인터뷰에서 시크의 공동 설립자인 버나드 에드워즈는 "그 퀸 음반은 퀸 베이시스트가... 스튜디오에서 우리와 함께 시간을 보냈습니다."
라인홀트 맥이 뮌헨(서독)의 뮤직랜드 스튜디오에서 제작한 녹음 세션은 디콘이 베이스 기타, 피아노, 일렉트릭 기타, 손뼉치기를 거의 모든 악기를 연주하는 것으로 구성되었다. 로저 테일러는 드럼 루프를 추가했고 브라이언 메이는 기타와 에번타이드 하모니저로 소음을 제공했다. 모든 효과는 피아노, 일렉트릭 기타, 드럼에 의해 생성되며 이후 테이프 재생은 다양한 속도로 역방향으로 수행된다. 마지막으로, 추가 처리를 위해 음향 효과가 하모니저를 통해 실행되었다. 하모니저의 효과는 첫 가사 직전에 소리의 "휘둘러지는" 성질에서 명확하게 들을 수 있다. 초기 라이브 공연에서 테일러는 머큐리가 전적으로 부른 스튜디오 버전과 반대로 코러스의 리드를 불렀다. 그 노래가 더 많이 알려짐에 따라, 그 밴드는 합창단을 그들 스스로 부르기 위해 청중들에게 의존할 수 있었다. 마이클 잭슨은 로스앤젤레스에서 열린 퀸 콘서트에 참석한 후 무대 뒤에서 프레디 머큐리에게 〈Another One Bits the Dust〉를 싱글로 발매할 것을 제안했다.
1981년 1월 30일 아메리칸 뮤직 어워드에서 〈Another One Bites the Dust〉는 페이버릿 팝/록 싱글 부문을 수상했다. 이 노래는 또한 퀸을 보컬과 함께 한 듀오 또는 그룹의 최우수 록 공연 그래미 어워드 후보에 올랐지만, 밥 시거의 《Against the Wind》에게 졌다. 1980년 8월 9일 텍사스주 댈러스의 리유니언 아레나에서 촬영되었다.  이 노래는 1981년 퀸의 《Greatest Hits》 음반에도 등장한다.
"bite the dust(먼지를 물어뜯는다)"는 것은 경쟁이나 게임에서 죽거나 지는 것을 의미한다. 시작 가사는 "machine guns ready to go(기관총 준비 완료)"와 함께 폭도 영화와 유사한 장면을 설정했다. 나중에 가사는 실패한 관계를 "또 다른 사람이 먼지를 물어뜯는다"고 말한다. 그 가수는 "standing on my own two feet(내 두 발로 서서)" 그것이 그를 실망시키지 않을 것이다. 이 곡은 서바이버의 〈Eye of the Tiger〉로 대체되기 전에 《록키 3》의 예비 컷에 사용되었다. "제 우상 중 한 명인 브라이언 메이가 1984년 로스앤젤레스에서 열린 저희 쇼에 참석했을 때, 그는 그 주제를 꺼냈다"라고 실베스터 스탤론이 영화의 복사본을 제공했던 서바이버의 기타리스트 프랭키 설리번이 회상했다. "저는 그에게 제가 아직 가지고 있는 테이프의 복사본을 보내겠다고 제안했습니다."

## 반응
《빌보드》는 이 곡을 "여유롭고 희박한 사운드"를 가진 "스널링 트랙"이라고 불렀다. 《레코드 월드》는 "잔인한 베이스가 이 전염성이 강한 노래의 싱어롱 훅과 공모한다"고 말했다. 《클래식 록 히스토리》 비평가 밀리 자일러는 이 곡을 존 디콘의 최고의 퀸 노래 2위로 평가했다.

## 백마스킹 혐의
80년대 초, 〈Another One Bits the Dust〉는 기독교 복음주의자들이 백마스킹이라고 불리는 기술을 통해 잠재적 메시지를 포함하고 있다고 주장한 많은 인기 있는 록 노래들 중 하나였다. 후렴구를 거꾸로 틀면 "Decide to smoke marijuana(마약을 피우기로 결심한다)", "It's fun to smoke marijuana(마약을 피우면 재미있다)", "Start to smoke marijuana(마약을 피우기 시작한다)"는 식으로 들을 수 있다고 주장했다. 할리우드 레코드(퀸의 현재 미국 레이블)의 대변인은 이 노래가 그러한 메시지를 포함하고 있다는 것을 부인했다.

## 의료 교육에 사용
〈Another One Bites the Dust〉는 CPR을 수행하는 동안 분당 정확한 수의 흉부 압박을 제공하도록 의료 전문가들을 훈련시키기 위해 연구에 사용되었다. 베이스라인은 분당 110회에 육박하며, 영국 심장 재단에서 권장하고 소생 위원회(영국)에서 승인한 분당 100~120회의 흉부 압박이 있다.

## 참여 인원
- 프레디 머큐리 – 리드 및 백 보컬
- 브라이언 메이 – 일렉트릭 기타
- 로저 테일러 – 드럼
- 존 디콘 – 베이스 기타, 일렉트릭 기타, 피아노, 퍼커션

## 인증
| 국가                                                             | 인증        | 판매량/출하량 |
| ---------------------------------------------------------------- | ----------- | ------------- |
| 오스트레일리아 (ARIA)                                            | 4× 플래티넘 | 280,000       |
| 캐나다                                                           | —           | 100,000       |
| 덴마크 (IFPI Danmark)                                            | 플래티넘    | 90,000        |
| 필리핀 (PARI)                                                    | 골드        | 50,000        |
| 영국 (BPI)                                                       | 2× 플래티넘 | 1,200,000     |
| 미국 (RIAA)                                                      | 5× 플래티넘 | 5,000,000     |
| 스트리밍                                                         |             |               |
| 그리스 (IFPI 그리스)                                             | 골드        | 1,000,000     |
| 판매량+스트리밍을 기반으로 한 인증 · 스트리밍을 기반으로 한 인증 |             |               |